# Hollow Creek (Kentucky)
Pour les articles homonymes, voir Hollow Creek.
Hollow Creek est une ville américaine située dans le comté de Jefferson, dans le Kentucky. Selon le recensement de 2020, sa population est de 799 habitants.